# Ernst Christoph Grattenauer
Ernst Christoph Grattenauer (* 24. August 1744 in Neudamm; † 18. März 1815 in Nürnberg) war ein deutscher Buchhändler und Verleger in der Spätzeit der Aufklärung.

## Leben und Werk
Er war ein Sohn des Christoph Friedrich Grattenauer (1713–1755), Pfarrer zu Neudamm, später Schildberg, und der Friederike Luise geb. Lichtenau, Enkel des Stendaler Pfarrers Christoph Friedrich Grattenauer und Onkel des Juristen Carl Wilhelm Friedrich Grattenauer.
Er besuchte 1756 die Franckeschen Stiftungen in Halle und erlernte anschließend den Kaufmannsberuf. 1779 erhielt er das Bürgerrecht in Nürnberg und übernahm die Johann Georg Lochnerische offene Buchhandlung und Verlag, die er unter seinem eigenen Namen bis zu seinem Tode führte.
Der Aufklärer verlegte zahlreiche Bücher und Zeitschriften und kam dadurch in Kontakt zu vielen Größen seiner Zeit. Seine Briefwechsel mit Goethe, Schiller und Lichtenberg sind bekannt. An Goethe vermittelte er antike Münzen und Medaillen.
Als Mitglied des Illuminatenordens, verlegte er unter anderem die Schriften von Adam Weishaupt, dem Gründer dieses Geheimbunds der Aufklärung. Er gehörte der Freimaurerloge Joseph zur Einigkeit in Nürnberg an. Grattenauer gründete in seinem Haus ein Literaturkabinett, in dem gegen jährlichen Beitrag zahlreiche Zeitschriften ausgelegt waren. Das Haus kam auf diese Weise in den Ruf als „Zentrum des Nürnberger Geisteslebens.“ (Ketelhodt)
Grattenauer war mit Sara Johann Schmidtmer (1748–1791) verheiratet.
Nach seinem Tod musste sein Sohn Konkurs anmelden. Über Georg Christoph Franz und Georg Wolfgang Eichhorn kam sein Geschäft 1834 an Christian Heinrich Korn. Es existiert heute noch am Hauptmarkt unter dem Namen Korn und Berg.

## Veröffentlichungen
- M. Georg Wolfgang Panzers Schafferrs an der Hauptpfarrkirche zu St. Sebald in Nürnberg. Annalen der älteren deutschen Literatur oder Anzeige und Beschreibung derjenigen Bücher welche von der Buchdruckerkunst bis MDXX. in deutscher Sprache gedruckt worden sind..., Nürnberg by Ernst Christoph Grattenauer., Nürnberg 1788., 464 S., Google Books, online